# Natotoppmötet

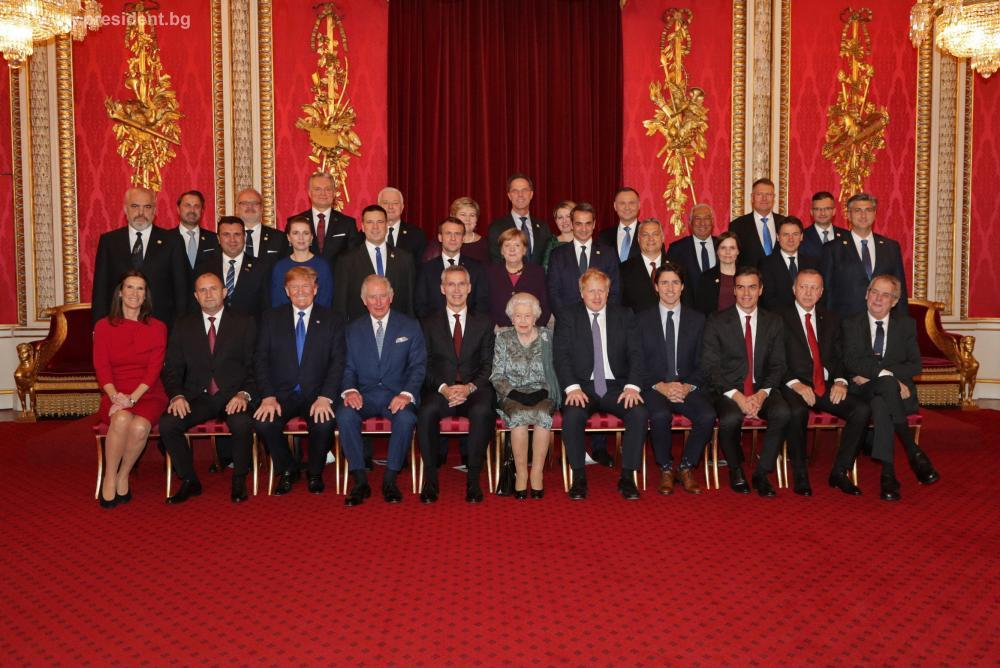
2019 års Natotoppmöte i Watford

Natotoppmötet är ett toppmöte som betraktas som en periodisk möjlighet för stats- eller regeringscheferna i Natos medlemsländer att utvärdera och ge strategisk vägledning för alliansens verksamhet.

## Allmänt
Natos toppmöten är inte regelbundna möten som de tätare Nato-ministermötena, utan är snarare viktiga tidpunkter i alliansens beslutsprocess på högsta nivå. Toppmöten används ofta för att införa ny politik, bjuda in nya medlemsstater till alliansen, inleda stora nya initiativ och bygga partnerskap med länder utanför Nato.
Inför toppmötet i Madrid i juni 2022 hade det hållits totalt 31 Natotoppmöten sedan organisationens grundande 1949. Endast de traditionella toppmötena har fått ett officiellt nummer, vilket utesluter det exceptionella toppmötet 2001 i Natos högkvarter.

## Lista över toppmöten
| År   | Datum          | Land               | Stad             |
| ---- | -------------- | ------------------ | ---------------- |
| 1957 | 16–19 december | Frankrike          | Paris            |
| 1974 | 26 juni        | Belgien            | Bryssel          |
| 1975 | 29–30 maj      | Belgien            | Bryssel          |
| 1977 | 10–11 maj      | Storbritannien     | London           |
| 1978 | 30–31 maj      | USA                | Washington, D.C. |
| 1982 | 10 juni        | Västtyskland       | Bonn             |
| 1985 | 21 november    | Belgien            | Bryssel          |
| 1988 | 2–3 maj        | Belgien            | Bryssel          |
| 1989 | 29–30 maj      | Belgien            | Bryssel          |
| 1989 | 4 december     | Belgien            | Bryssel          |
| 1990 | 5–6 juli       | Storbritannien     | London           |
| 1991 | 7–8 november   | Italien            | Rom              |
| 1994 | 10–11 januari  | Belgien            | Bryssel          |
| 1997 | 27 maj         | Frankrike          | Paris            |
| 1997 | 8–9 juli       | Spanien            | Madrid           |
| 1999 | 23–25 april    | USA                | Washington, D.C. |
| 2001 | 13 juni        | Belgien            | Bryssel          |
| 2002 | 28 maj         | Italien            | Rom              |
| 2002 | 21–22 november | Tjeckien           | Prag             |
| 2004 | 28–29 juni     | Turkiet            | Istanbul         |
| 2005 | 25 februari    | Belgien            | Bryssel          |
| 2006 | 28–29 november | Lettland           | Riga             |
| 2008 | 2–4 april      | Rumänien           | Bukarest         |
| 2009 | 2–3 april      | Frankrike Tyskland | Strasbourg Kehl  |
| 2010 | 19–20 november | Portugal           | Lissabon         |
| 2012 | 20–21 maj      | USA                | Chicago          |
| 2014 | 4–5 september  | Storbritannien     | Newport/Cardiff  |
| 2016 | 8–9 juli       | Polen              | Warsawa          |
| 2017 | 25 maj         | Belgien            | Bryssel          |
| 2018 | 11–12 juli     | Belgien            | Bryssel          |
| 2019 | 3–4 december   | Storbritannien     | Watford          |
| 2021 | 14 juni        | Belgien            | Bryssel          |
| 2022 | 25 februari    | virtuellt          | -                |
| 2022 | 24 mars        | Belgien            | Bryssel          |
| 2022 | 29–30 juni     | Spanien            | Madrid           |
| 2023 | 11–12 juli     | Litauen            | Vilnius          |